# Padouk

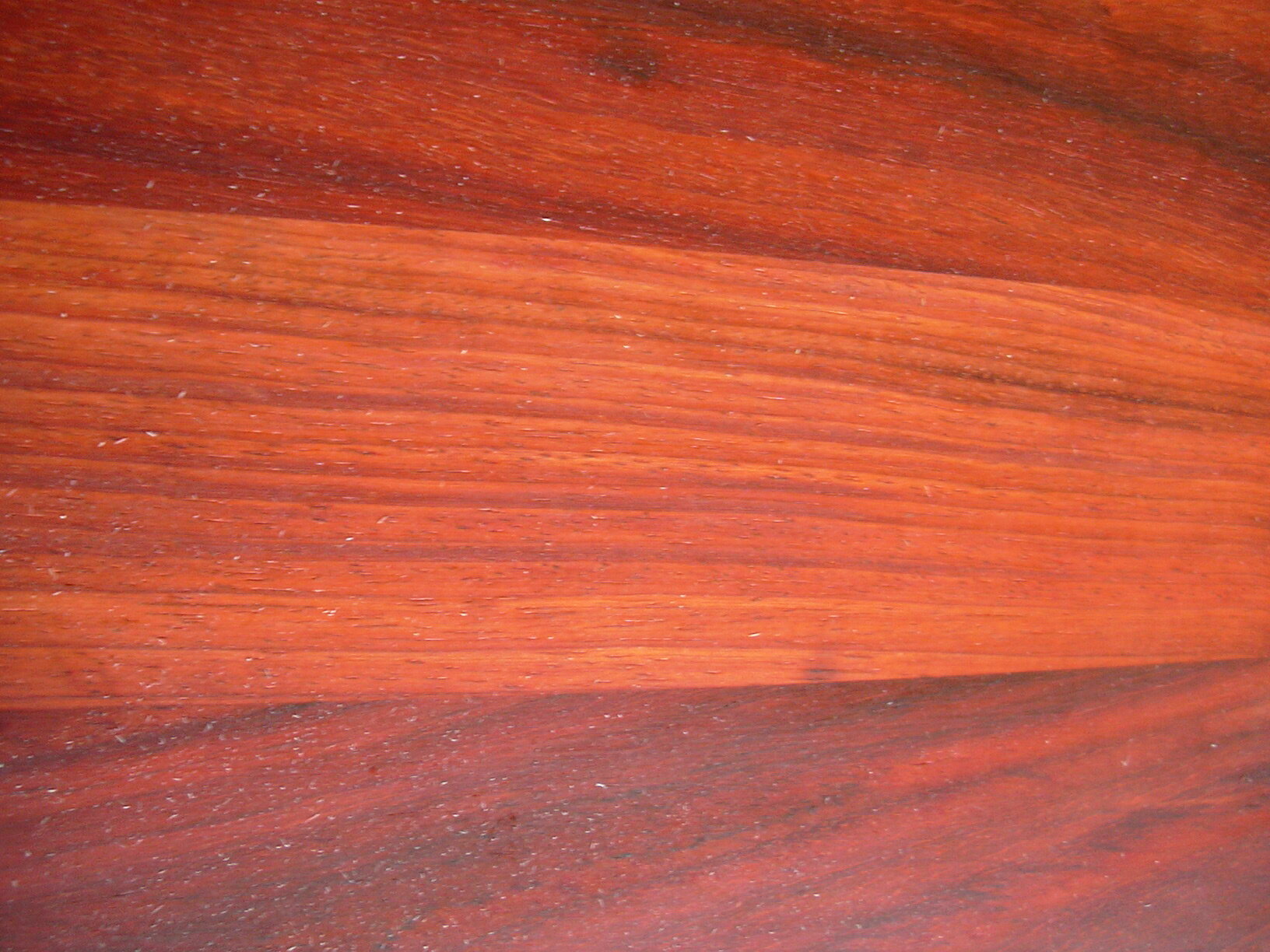
Padouk africano

Padouk, più raramente padauk o paduk, è il termine con cui vengono commercializzate delle essenze il cui legname viene usato nella costruzione di mobili, parquet, falegnameria d'interni, impiallacciature e strumenti musicali. Veniva impiegato anche nel modellismo, ora in fase di disuso a causa della tossicità delle polveri.

## Caratteristiche
Il legname di padouk si ricava da una vasta gamma di specie arboree del genere Pterocarpus. Ha generalmente tessitura stretta e levigata, fibre leggermente intrecciate e presenta pochi nodi. Ha un ritiro modesto e abbisogna di una stagionatura condotta lentamente per esaltarne la stabilità. Ha una buona lavorabilità e un'ottima capacità di finitura. Mediamente il peso specifico si attesta tra i 750 ed i 900 kg/m³. Le specie più utilizzate crescono in Africa ed in Asia.

## Nomenclatura e provenienza
Con il nome di padouk africano vengono solitamente commercializzati lo Pterocarpus tinctorius e lo Pterocarpus soyauxii. Quest'ultimo ha il caratteristico colore rosso vivo, anche se con l'esposizione alla luce solare scurisce. I padouk africani sono meno pesanti rispetto ai parenti asiatici.
Tra le specie asiatiche, le più utilizzate sono il padouk delle Andamane (Pterocarpus dalbergioides), comune solo in India, e il padouk della Birmania (Pterocarpus macrocarpus), diffuso nel nordest dell'India e nel sudest asiatico.